# Ortlfingen
Ortlfingen ist ein Gemeindeteil der Gemeinde Ehingen im schwäbischen Landkreis Augsburg in Bayern, Deutschland.

## Geschichte
Bis zur Gebietsreform in Bayern am 1. Juli 1972 gehörte die selbstständige Gemeinde Ortlfingen zum Landkreis Wertingen und wurde dann dem Landkreis Augsburg (zunächst mit der Bezeichnung Landkreis Augsburg-West) zugeschlagen. Am 1. Mai 1978 wurde Ortlfingen nach Ehingen eingemeindet.
Ortlfingen gehört zur katholischen Pfarrei Sankt Laurentius in Ehingen.

## Persönlichkeiten
- Edmar Sommerreisser (1913–1981), römisch-katholischer Ordensmann, Missionar und Märtyrer